# Mietvilla Humboldtstraße 5 (Radebeul)
Die Mietvilla Humboldtstraße 5 liegt im Stadtteil Niederlößnitz der sächsischen Stadt Radebeul.

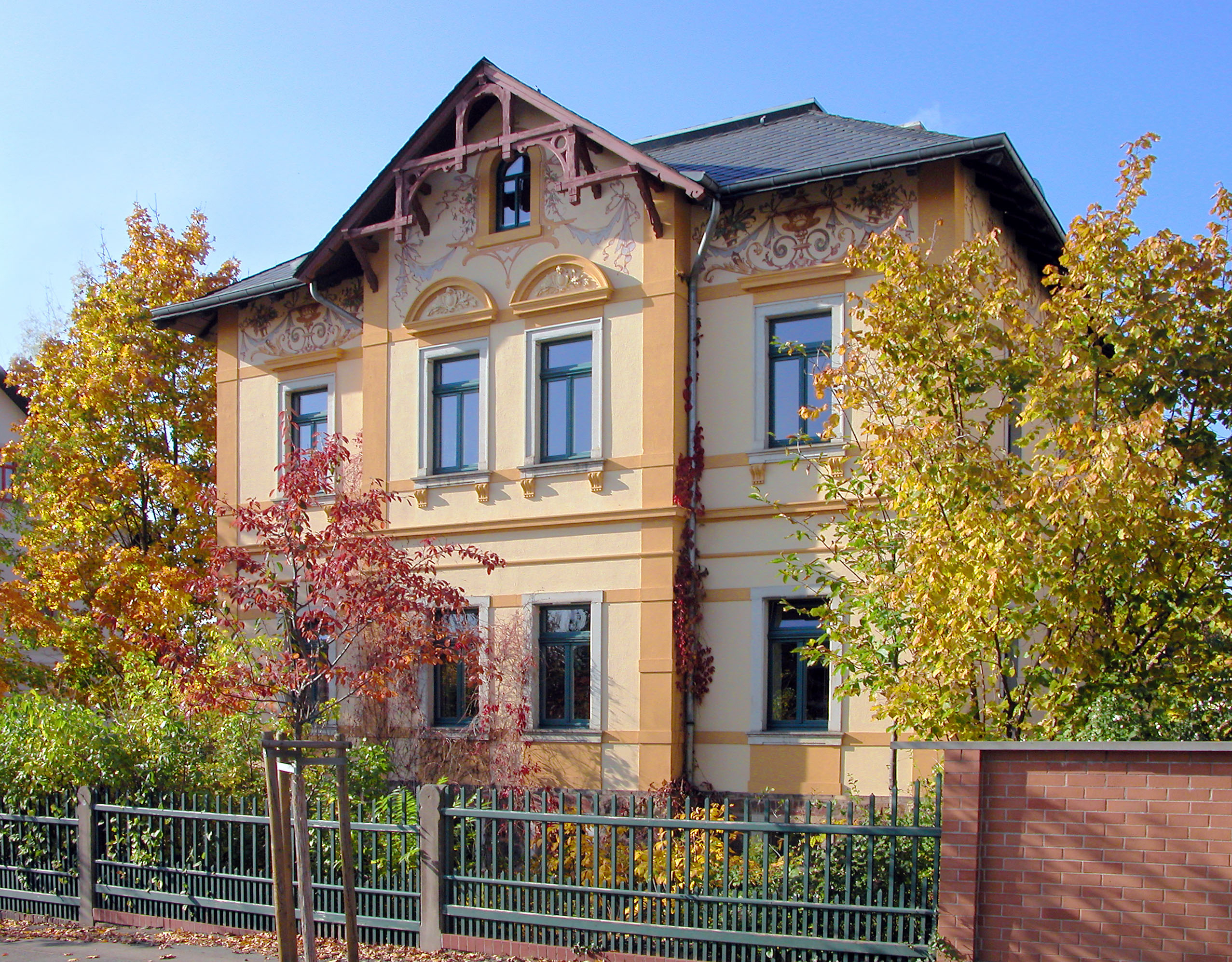
Humboldtstraße 5 (Herbst 2005)

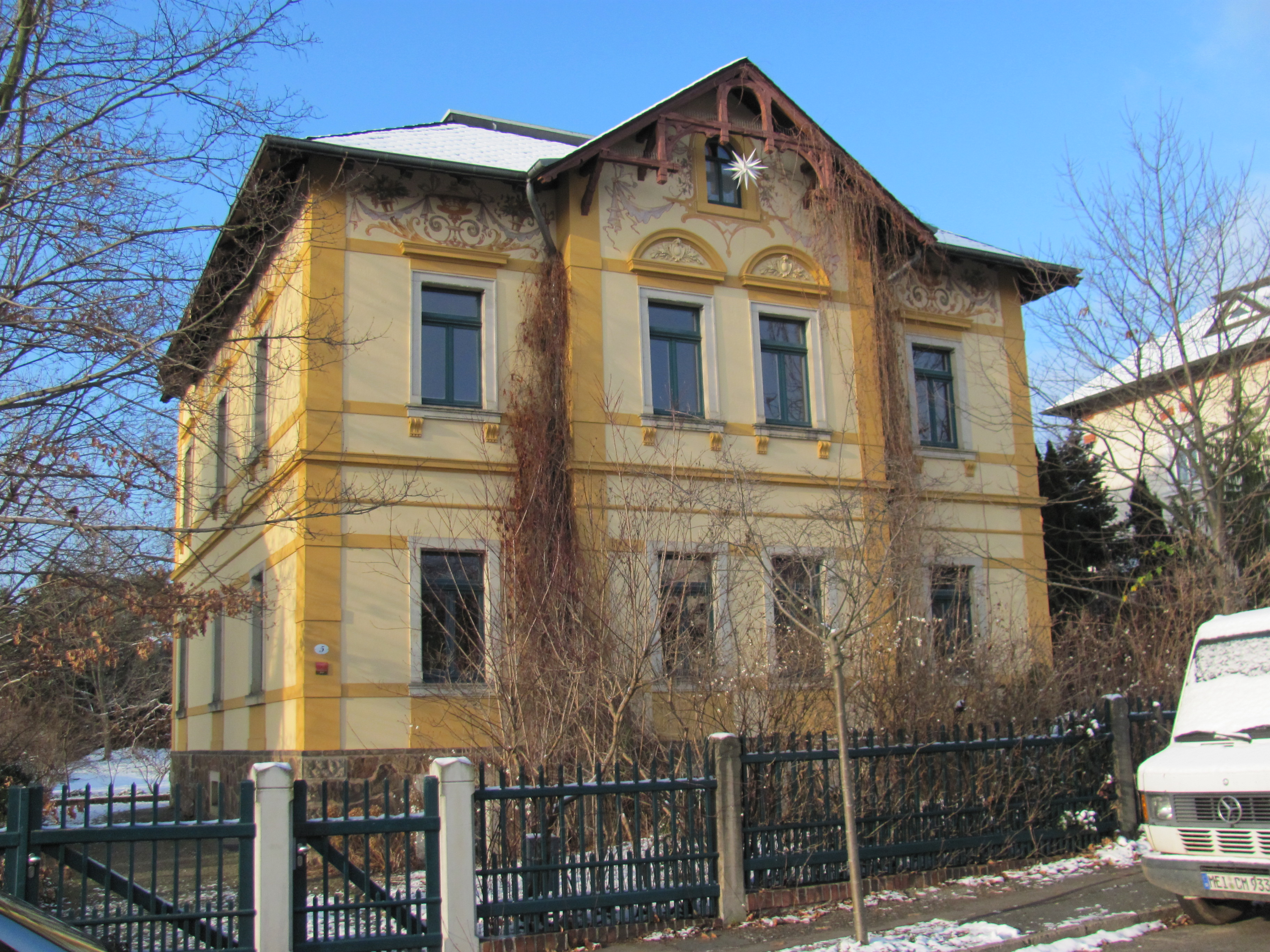
Humboldtstraße 5 (Winter 2014)

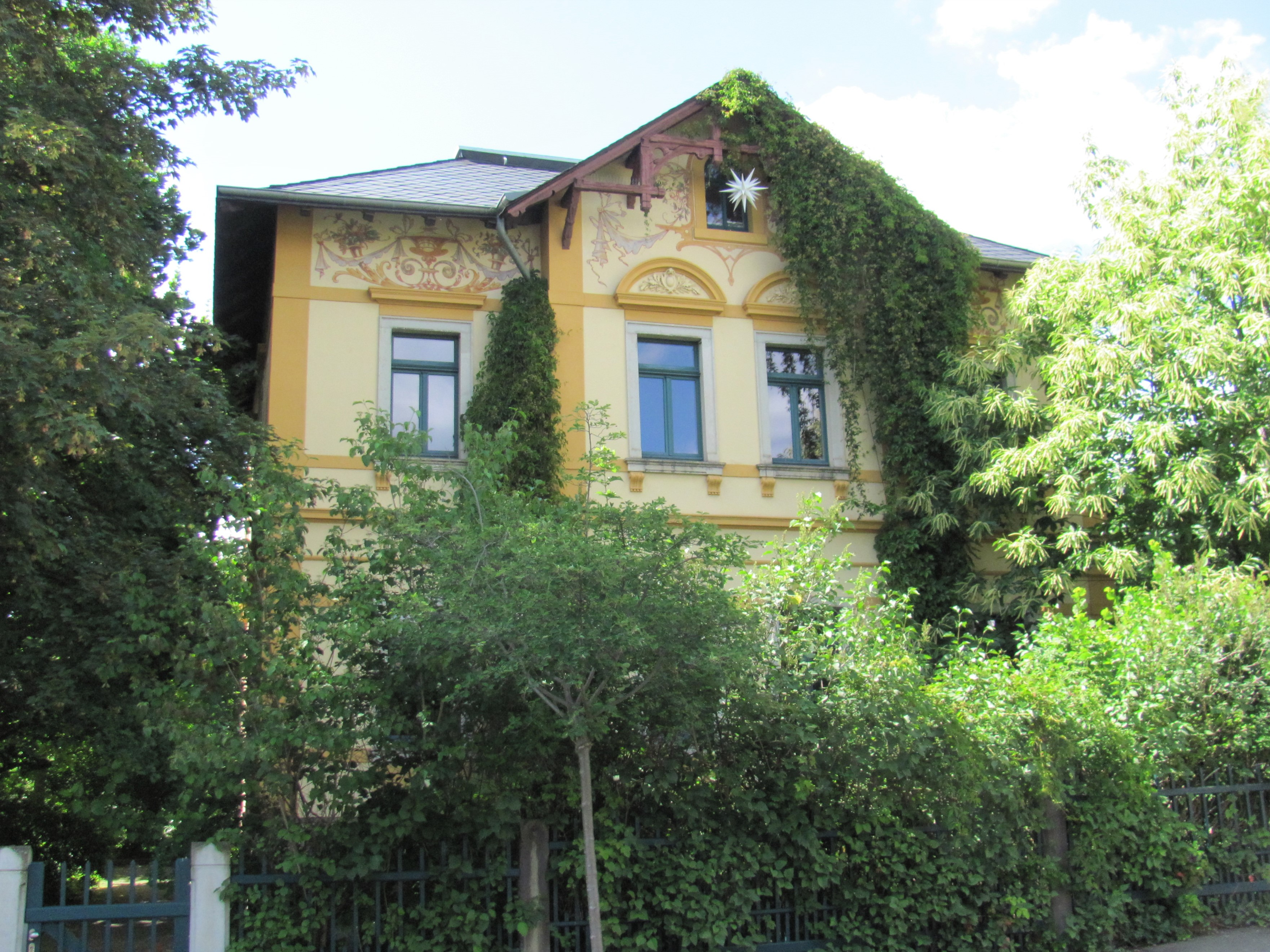
Humboldtstraße 5 (Frühjahr 2015)

## Beschreibung
Die zweigeschossige, mitsamt der Einfriedung unter Denkmalschutz stehende Mietvilla hat ein weit überkragendes, abgeplattetes Walmdach mit Schieferdeckung. Die Dachplattform wurde ursprünglich von einem Dachgitter umgeben.
Das auf einem Souterraingeschoss stehende Wohnhaus zeigt zur Straße eine symmetrische Hauptansicht. Der Mittelrisalit nimmt zwei der vier Fensterachsen ein. Der dortige Dreiecksgiebel wird durch ein Gesprenge geziert, die Fenster des dortigen Obergeschosses tragen Segmentgiebelverdachungen. Auf der Rückseite des Gebäudes steht ein Eingangsvorbau.
Der Putzbau wird durch Gesimse und Lisenen gegliedert, dazu kommt Stuckornamentik. Der Sockel besteht aus Syenit-Bruchsteinmauerwerk. Die Fenster werden von Sandsteingewänden eingefasst, unter deren Sohlbänken sich im Erdgeschoss Putzfelder und im Obergeschoss kleine Konsolen befinden. Der Drempel sowie der Risalitgiebel sind mit Groteskenmotiven bemalt.
Die Einfriedung besteht aus Staketenzaunfeldern zwischen Sandsteinpfeilern.

## Geschichte
Die Baumeister Gebrüder Große errichteten 1896/1897 nach eigenem Entwurf für den Obsthändler und Bauunternehmer Carl Heinrich Claus eines von dessen zahlreichen Bauprojekten in der Niederlößnitz. Auf den Bauantrag vom März 1896 folgte die Baugenehmigung im August desselben Jahres. Im September wurde das Anwesen an den Bauunternehmer Ernst Adolf Künzelmann verkauft, zu dem Zwecke wurde Ende September eine Zwischenrevision beantragt. Die Baurevision erfolgte im März 1897.
In den Jahren 1995/1996 erfolgte die denkmalgerechte Sanierung. Dabei erfolgte ein behutsamer Ausbau des Dachgeschosses mit einer dem Gesamtbild des Hauses angepassten Belichtung der neuentstandenen Räume. Restauratorische Leistungen erbrachte der Maler und Restaurator Gunter Herrmann. Für die „fachgerechte Wiederherstellung einer gebietsprägenden Stadtvilla“ einschließlich der originalgetreuen Aufarbeitung der Bemalung des Drempels und der Giebel wurde die Bauherrschaft 1997 mit dem Radebeuler Bauherrenpreis ausgezeichnet.

### Weitere Bauten von Karl Heinrich Claus in Niederlößnitz
Bereits 1894 ließ sich Claus durch Adolf Neumann die Villa Hohe Straße 45 bauen. 1897–99 schloss sich die Villa Bella Vista in der Moritzburger Straße 60 an. 1898/1899 entstanden die Villa Amicitiae in der Moritzburger Straße 50 und die Mietvilla Moritzburger Straße 52 sowie mit etwa einem dreiviertel Jahr Verzug die Mietvilla Moritzburger Straße 54, alle vier durch Hugo Große. 1895/1896 folgten die Mietvilla Humboldtstraße 3 (Baumeister Moritz Große) und 1896/1897 die Mietvillen Humboldtstraße 5 und Humboldtstraße 7, beide durch die Bauunternehmung Gebrüder Große. Von diesen ist auch die Mietvilla Robert-Koch-Straße 3 in den Jahren 1897/1898.